# Hella Wuolijoki
Hella Maria Wuolijoki (Helme, 22 luglio 1886 – Helsinki, 2 febbraio 1954) è stata una scrittrice, imprenditrice e politica finlandese di origine estone, nata Ella Marie Murrik, conosciuta anche con lo pseudonimo maschile di Juhani Tervapää.

## Biografia
Nata in una famiglia contadina nella provincia di Viljandi, in Estonia, si trasferì a Helsinki nel 1904 per frequentare l'Università Imperiale Alexander, divenendo la prima donna estone a ottenere un master in filosofia nel 1908.
Abbandonati i progetti accademici per motivi economici, si dedicò al commercio e alla gestione di una grande azienda agricola a Marlebäck, trasformando la sua dimora in un salotto intellettuale frequentato da artisti e attivisti.
Durante la guerra di continuazione fu arrestata per spionaggio a favore dell'Unione Sovietica e condannata a un anno di carcere. Dopo la guerra, divenne deputata al Parlamento finlandese (1946-1948) per il Partito Comunista e fu nominata direttrice della radio pubblica Yleisradio (Yle) dal 1945 al 1949.

## Attività letteraria
Wuolijoki scrisse in estone e finlandese, esplorando temi legati al potere femminile, alla società rurale e alle disuguaglianze. Le sue opere più celebri fanno parte della saga dei Niskavuori, iniziata con Niskavuoren naiset ("Le donne di Niskavuori", 1936), che descrive i conflitti tra donne in un contesto patriarcale.
Scrisse anche l'opera teatrale Juurakon Hulda (1937), da cui fu tratto il film americano La moglie celebre (1947), vincitore di un Oscar.
La sua collaborazione con Bertolt Brecht, rifugiato per breve tempo a casa sua durante la guerra, portò alla nascita dell'opera Herr Puntila und sein Knecht Matti, basata su una commedia scritta da Wuolijoki .

## Opere letterarie
Hella Wuolijoki debuttò come drammaturga con l'opera in estone Talu lapsed ("I figli della fattoria", 1912), che venne censurata in Estonia e in Finlandia per il suo contenuto nazionalista.
In seguito scrisse in finlandese, spesso sotto lo pseudonimo maschile Juhani Tervapää, sviluppando una serie teatrale di grande successo nota come "La saga dei Niskavuori", composta da cinque opere principali:
- Niskavuoren naiset ("Le donne di Niskavuori", 1936)[1]
- Niskavuoren leipä ("Il pane di Niskavuori", 1938)[3]
- Niskavuoren nuori emäntä ("La giovane padrona di Niskavuori", 1940)[4]
- Niskavuori taistelee ("Niskavuori combatte", 1948)[5]
- Entäs nyt, Niskavuori? ("E ora, Niskavuori?", 1953)[6]

Altre opere degne di nota includono:
- Juurakon Hulda (1937), base del film hollywoodiano La moglie celebre[4]
- Herr Puntila und sein Knecht Matti (1940, in collaborazione con Bertolt Brecht)[1]

## Eredità culturale
La figura di Wuolijoki è oggi studiata come emblema del femminismo nordico e del teatro sociale finlandese. La sua visione del mondo rurale finlandese, unita a una critica delle dinamiche di potere tra i sessi, ha influenzato la letteratura del XX secolo e le rappresentazioni teatrali della condizione femminile.
È considerata una delle prime donne europee a combinare con successo l’attività letteraria, la militanza politica e l’imprenditorialità culturale .